# Centralafrikanska republiken i olympiska sommarspelen 2000
Centralafrikanska republiken deltog i de olympiska sommarspelen 2000 med en trupp bestående av tre deltagare, en man och två kvinnor, men ingen av landets deltagare erövrade någon medalj.

## Bågskytte
| Damernas individuella |                   |                         |         |
|                       | Henriette Youanga |                         |         |
| Sextondelsfinal       | Förlorade mot     | Natalia Valeeva Italien | 166-126 |

## Friidrott
Herrarnas diskuskastning
- Mickaël Conjungo
  1. Kval - 57.85 (gick inte vidare)

Damernas 100 meter häck
- Maria-Joëlle Conjungo
  1. Omgång 1 - 13.95 (gick inte vidare)